# ヒューストン・ロケッツ
ヒューストン・ロケッツ（英: Houston Rockets）は、アメリカ合衆国テキサス州ヒューストンに本拠を置く全米プロバスケットボール協会（NBA）のチーム。ウェスタン・カンファレンス、サウスウェスト・ディビジョン所属。チーム名の"Rockets"は本来サンディエゴに本拠地があった当時、当市では軍需産業が盛んなことからロケット弾を表しているが、後にヒューストンに移転してからはNASAのイメージから、平和的なロケットがイメージされるようになった。

## 歴史

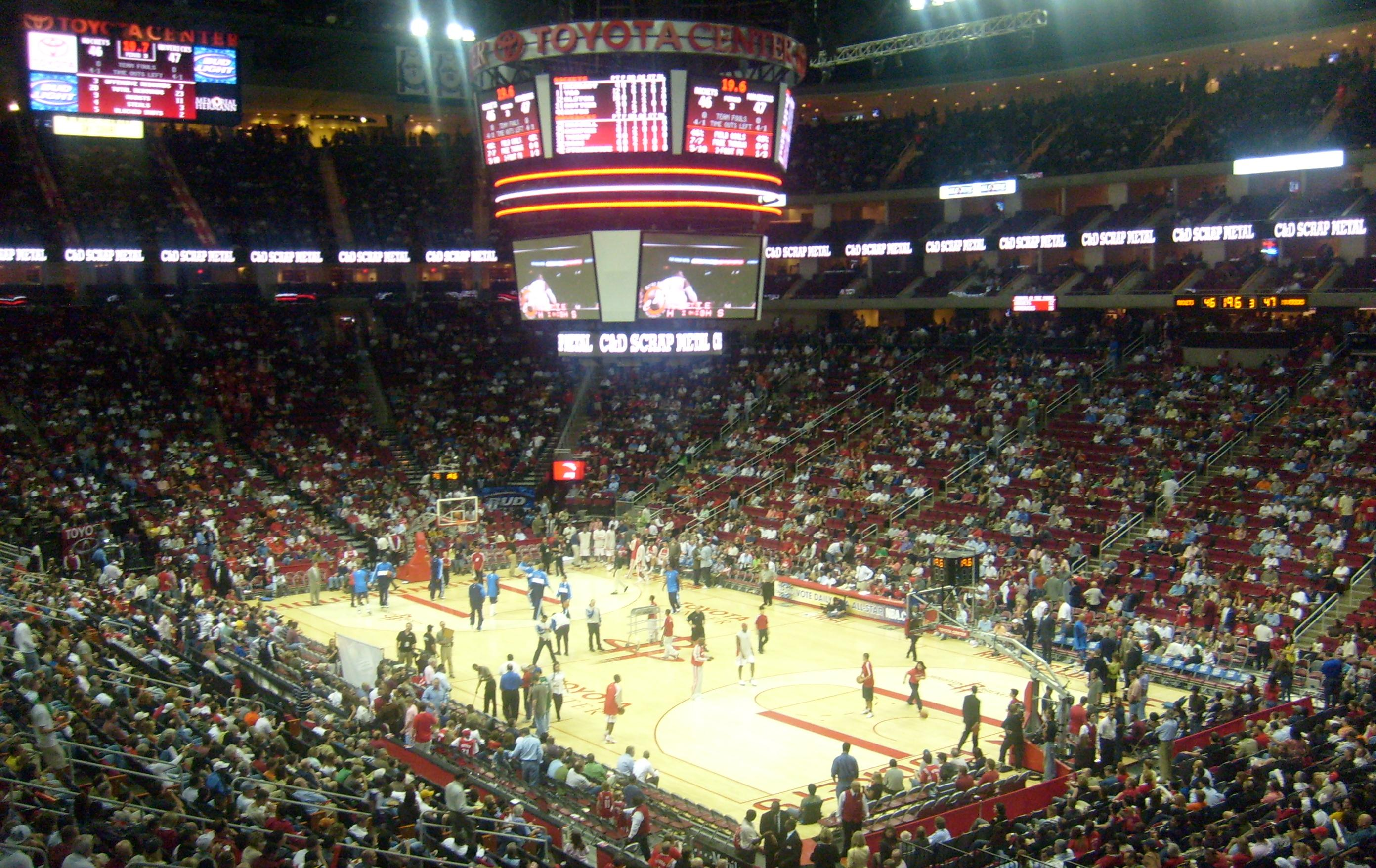
トヨタセンター

### サンディエゴ・ロケッツ
1967年にカリフォルニア州サンディエゴでサンディエゴ・ロケッツとして設立され、NBAに加わった。初年度はドラフトでパット・ライリーを指名。2年目には初期のチームで中核となるエルビン・ヘイズをドラフト全体1位で獲得した。ヘイズは新人で得点王になるなど活躍したが、創設後数年間のロケッツはリーグでも最下位になるなど苦しいシーズンが続いた。
1970年のドラフト1巡目でルディ・トムジャノビッチ、2巡目でカルビン・マーフィーを獲得。二人はその後のロケッツを支える選手になったが、チームの勝率は5割前後を行き来し、リーグ中堅程度の時代が続いた。

### ヒューストン・ロケッツ初期
1971年にテキサス州ヒューストンの実業家に買い取られて同地に移転し、ヒューストン・ロケッツと改称した。ヒューストンには宇宙基地があり、ロケッツという名称はこの都市にふさわしいものとして変更はされなかった。
1972年にヘイズがトレードでチームを去り、1976年にはモーゼス・マローンをトレードで獲得。その後チームの中心選手として活躍した。1978年のシーズン前半、ロサンゼルス・レイカーズとの試合中に乱闘事件が勃発。レイカーズのカーミット・ワシントンとロケッツのケビン・カナートの喧嘩を仲裁しようとしたルディ・トムジャノビッチの顔面にワシントンの拳が入り、顔を複雑骨折する重傷を負い、翌シーズンまで復帰できなかった。
1981年は、40勝42敗と平凡な成績に終わったが、マローンなどの活躍もあってプレーオフで奮闘。チーム史上初めてNBAファイナルまで勝ち進んだが、4勝2敗でボストン・セルティックスに敗れた。トムジャノビッチはこのシーズンを最後に引退、マローンも翌シーズンにトレードされ、さらに翌1983年、カルビン・マーフィーも引退した。

### オラジュワンの時代
1983年のドラフトで、身長224cmのラルフ・サンプソンをドラフト1位で獲得。翌年も1位指名権を得るとアキーム・オラジュワンを指名。二人は「ツインタワー」としてチームを牽引した。51勝31敗とディビジョン1位でシーズンを終えると、プレーオフで番狂わせを演じ、ロサンゼルス・レイカーズを破ってNBAファイナルに進出。しかしボストン・セルティックスに2勝4敗でまたも敗退した。
その後サンプソンは怪我に苦しみ、1988年にトレードされた。オラジュワンは次第にリーグを代表するセンターに成長していったがチームは勝てず、ロケッツは凡庸なチームとして80年代を過ごした。
1992年のシーズン中に、かつてロケッツで選手として活躍したルディ・トムジャノビッチが監督に就任。翌年にはドラフトでサム・キャセールを獲得し、オラジュワンはリーグで最も支配的なセンターになっていた。1994年にはリーグ2位の58勝24敗の成績でプレイオフに臨んだロケッツはNBAファイナルまで勝ち進み、ニューヨーク・ニックスと対戦。最終の第7戦までもつれたシリーズをロケッツが勝利し、チーム史上初めての優勝を手にした。
翌シーズンはシーズン途中にクライド・ドレクスラーをトレードで獲得したものの47勝35敗と勝率が落ち込みウェスタン・カンファレンス6位に終わったが、プレーオフに入ると1stラウンドでユタ・ジャズを相手に1勝2敗、カンファレンス準決勝でもフェニックス・サンズを相手に1勝3敗と、それぞれシリーズ王手をかけられた状況から大逆転勝利を収め、チャンピオンチームの底力を発揮し再びファイナルに進出した。下馬評では有利と言われたオーランド・マジックを4勝0敗で破り、2年連続の優勝を果たした。この2年間はチーム史上の黄金時代である。関連ビデオとして、「Clutch City」が発売されている。
翌シーズン優勝を逃したロケッツは、1996年にチャールズ・バークレーをトレードで獲得し、オラジュワン、ドレクスラーと並んでリーグを代表する3選手を揃えた。このシーズンは57勝25敗と優秀な成績だったがプレーオフではカンファレンス・ファイナルでユタ・ジャズに敗退。続くシーズンのプレイオフでは1回戦で再びジャズに敗れ、シーズンが終わるとドレクスラーは引退した。翌シーズンにはスコッティ・ピッペンがチームに加わったが、ロサンゼルス・レイカーズにプレーオフ1回戦で敗退。ピッペンはシーズン後にチームを離れ、バークレーは2000年に引退、翌年オラジュワンもトレードされた。

### 姚明とマグレディの時代
以降のチームは1999年にドラフトで指名されたスティーブ・フランシス、2002年に獲得した姚明ら若手選手を核とした再建に入った。21世紀初頭の数シーズンを勝率5割前後で推移した後、2004年6月に、フランシスとの交換でトレイシー・マグレディを獲得し、マグレディと姚明をチームの中心に据えた。
得点王獲得経験もあるマグレディと姚明のコンビはリーグでも有数のデュオとして期待されたが、2人とも故障が多く、そもそも両者が揃ってコートに並び立つということ自体が少なかった。2004-05シーズンは勝率を6割まで伸ばしたが、プレーオフ初戦で敗退。翌シーズンは、マグレディや姚明の欠場が多く、序盤に大きく星を落としプレーオフを逃す結果となった。2006-07シーズン、2007-08シーズンも故障者に悩まされ続けるが、勝率は50勝以上を記録しプレーオフには2シーズン連続で進出。監督がジェフ・ヴァン・ガンディからリック・アデルマンに交代した2007-08シーズンにはNBA歴代2位となる22連勝を記録するなど、周囲を驚かせたが、プレーオフでは2シーズン連続でユタ・ジャズの前に敗退している。

### リン・ハーデン・ハワード
新体制としてヘッドコーチにケビン・マクヘイルを起用し、前年までのプレイヤーはほとんどが放出されることとなった。2012年7月、ニューヨーク・ニックスで リンサニティ旋風 を巻き起こしたジェレミー・リンと契約。さらに、開幕直前の2012年10月にはオクラホマシティ・サンダーの主力の一翼を担い、2011-12シーズンにはシックスマン賞を獲得したジェームズ・ハーデンをトレードで獲得した。
2013年6月5日、ドワイト・ハワードがロケッツと契約したことを自身のツイッターで公表したが、NBAはFA交渉禁止期間外に交渉したことによりロケッツに制裁金15万ドルを科した。ロケッツはハワードと、6月13日に正式に契約を交わした。2013-14シーズンは、3人の主力とチャンドラー・パーソンズの成長、中堅選手の補強により54勝28敗と、姚明時代以降初めてとなる50勝以上を達成した。第4シードでプレーオフに進出したが、デイミアン・リラード、ラマーカス・オルドリッジらの牽引するポートランド・トレイルブレイザーズに敗れた。

### ハーデン&ハワードの二頭体制
2014-15シーズンは、ドワイト・ハワードが、膝の不調によりシーズンの大半を欠場する中、ジェームス・ハーデンがMVP級の活躍を見せチームを牽引。またトレバー・アリーザを再獲得してディフェンスを強化。ドナタス・モティエユーナスが成長し、更にジョシュ・スミスやコーリー・ブリューワーなどをシーズン途中に獲得するなど、チームの強化を図った結果、1994年以来の地区優勝を勝ち取った。プレーオフ1回戦ではダラス・マーベリックスに4勝1敗で勝利し5年ぶりのカンファレンスセミファイナルに進出。セミファイナルでロサンゼルス・クリッパーズを4勝3敗で下し、1997年以来のファイナルにも進出した。しかし、カンファレンスファイナルはリーグ最高勝率を残したゴールデンステート・ウォリアーズに1勝4敗と力負けした。
2015-16シーズンでは、タイ・ローソンを獲得し高みを付けたはずのロケッツだったがそのローソンは機能せず、ハーデンの個人プレーが目立つ形になりケビン・マクヘイルHCは4勝7敗の段階で解任。その後も波に乗れず、ローソンも3月で放出。結局41勝41敗で何とか第8シードでプレーオフに出場するに止まり、プレーオフ1回戦では昨季カンファレンスファイナルで対峙したゴールデンステート・ウォリアーズに1勝4敗で屈した。シーズン終了後、ハワードはプレーヤーオプションを破棄し完全FAとなってアトランタ・ホークスに移籍、ハーデン＆ハワードの二頭体制は終わりを告げた。ハワードとハーデンの不仲説がシーズン中から噂されていたが、シーズン終了後、実際ロッカールームでも誰が中心となるかという戦術をめぐってハワード派、ハーデン派、どちらにも属さない派閥に分かれ良い雰囲気ではなかったことが、ハワードの移籍後メディアによって明かされた。

### ハーデンの時代
2016-17シーズン開幕前にハーデンが契約を4年延長し、ロケッツは長期的にハーデン中心のチームとしていくこととなった。新HCに就任したマイク・ダントーニはハーデンにポイントガードの役割を与えた。するとハーデンはトリプル・ダブルを量産するなど、MVP級の活躍を披露。更にクリント・カペラのセンター起用も的中するなど、リーグ屈指の攻撃力を展開し、55勝27敗でシーズンを終えた。カンファレンス第3シードでプレーオフに進み、ファーストラウンドでオクラホマシティ・サンダーとの対戦となった。第3戦のアウェイ初戦で1ゲームを落としたが、4勝1敗でセミファイナルへ進んだ。セミファイナルのサンアントニオ・スパーズ初戦では持ち味のオフェンス力が弾け、124-99で勝利したが、第2、3戦ではスパーズのディフェンス力とカワイ・レナードの活躍に押し切られ連敗した。続く第4戦で、エリック・ゴードンの6本を筆頭にスリーポイント19本を44.2％の成功率で決め、125-104の大差でシリーズをタイに持ち込んだ。シリーズの分岐点となる2勝2敗で迎えた第5戦は両チーム譲らず、レナードが左足首捻挫により途中退場する中、オーバータイムに縺れ込み、ロケッツ有利かと思われたが、ダニー・グリーンの7得点と、ジェームズ・ハーデンのラストショットがベテランマヌ・ジノビリによってブロックされるなど3点差で逃げ切られ、後がなくなった。第6戦は、最終戦に向けてレナードを休ませたスパーズであったが、これまで今ひとつ波に乗れていなかったラマーカス・オルドリッジに当たりが戻り34得点、12リバウンドを与える一方で、ロケッツはハーデンが10得点、6ターンオーバーに抑え込まれ、114-75の大差で敗れ、シーズンアウト。

### ハーデン&ポールの時代
2017-18シーズン開幕前の2017年6月28日に、リーグ屈指のポイントガードであるクリス・ポールをパトリック・ビバリー、ルー・ウィリアムス、サム・デッカー、モントレズ・ハレル等との大型トレードで獲得。2018年1月30日のフェニックス・サンズ戦に113-102で勝利したところから3月9日にトロント・ラプターズに108-105で敗れるまで17連勝を記録、チーム史上2番目に長い連勝を記録しゴールデンステート・ウォリアーズを抜いてカンファレンス首位に立った。更にそこから4月1日にサンアントニオ・スパーズに100-83で敗れるまで11連勝を記録、連勝中の3月25日に行われたアトランタ・ホークス戦に118-99で勝利し、チーム史上初のレギュラーシーズン60勝を達成した。最終的にリーグ最高の65勝17敗でレギュラーシーズンを終えた。プレーオフ1回戦でカンファレンス8位のミネソタ・ティンバーウルブズ相手に4勝1敗でシリーズを勝利した。その後ゴールデン・ステート・ウォリアーズとカンファレンス・ファイナルで対戦し、第5戦で3-2と追い詰めるも、ポールが負傷により6,7戦を欠場。ハーデン・カペラらが奮闘したが、2連敗を喫しファイナル進出とはならなかった。なお、オフにハーデンがMVPを受賞した。
2018-2019シーズンはハーデンとポールが噛み合わずに調子を落とす。しかし、ハーデンの超人的な活躍もあり盛り返し、最終的にカンファレンス4位の53勝29敗のカンファレンス4位でプレーオフに進出。一回戦でユタ・ジャズを4勝1敗で退けたが、準決勝で前年敗れたウォリアーズに2勝4敗で敗れた。

### ハーデン&ウェストブルックの時代
2018-19シーズンオフ、チームはハーデンと噛み合わなかったポールをオクラホマシティ・サンダーに放出。そしてサンダーからかつてのハーデンの同僚であり2016-2017シーズンのMVPであるラッセル・ウェストブルックを獲得し、ハーデンと強力なMVPデュオを結成した。
2019-20シーズンは3ポイントシュートが苦手なウェストブルックがインサイドに切り込むスペースを作るため、先発センターを務めていたカペラを4チーム間トレードでアトランタ・ホークスへ放出するという大胆な賭けに出る。代わりにミネソタ・ティンバーウルブズからロバート・コビントンを獲得し、他にもFAとなっていたデマール・キャロルとジェフ・グリーンと契約するなど、3ポイントシュートとディフェンスに長けた小柄な選手を集め、チームの最高身長が201cmという極端なスモールラインナップ、"マイクロボール"を形成。結果的にシーズンはカンファレンス4位の44勝28敗で終え、プレーオフ1回戦で因縁のサンダーと対戦。ポールの活躍に苦しめられたが、4勝3敗で辛勝する。続く準決勝ではカンファレンス1位のロサンゼルス・レイカーズと対戦。第1戦こそ機動力を活かして相手を翻弄し勝利を収めたが、第2戦以降は対策されて攻撃が機能せず、また守備でもレブロン・ジェームズとアンソニー・デイビスのデュオを止めることができぬまま4連敗を喫し、この年も準決勝で敗退した。

### 新時代へ
ハーデンとウェストブルックのデュオも不発に終わり、2020年のオフにヘッドコーチのダントーニが辞任。そしてダントーニの続投を望んでいたハーデンと、より多くの役割を求めるウェストブルックが共にトレードを要求するという事態に陥る。これを受け、チームはオフの間にウェストブルックをジョン・ウォールとのトレードでワシントン・ウィザーズに放出。ハーデンは残留したもののシーズン開幕後はコンディショニング不足で不振に陥り、さらにチームを批判するようなコメントを続けたため、結果的に9試合を終えた時点で4チーム間のトレードでブルックリン・ネッツに放出され、ロケッツの一つの時代が幕を閉じた。そして見返りとしてビクター・オラディポら複数選手と多くのドラフト指名権を獲得し、チーム再建を進めていくこととなった。
2021年のNBAドラフトでは全体2位指名権を得て、NBAGリーグ・イグナイトでプレーしていたジェイレン・グリーンを指名し、他にもトレードでオクラホマシティ・サンダーからアルペラン・シェングンを獲得した。

## シーズンごとの成績
Note: 勝 = 勝利数, 敗 = 敗戦数, % = 勝率 
| シーズン               | 勝    | 敗    | %    | プレーオフ                                                                     | 結果 |
| ---------------------- | ----- | ----- | ---- | ------------------------------------------------------------------------------ | --- |
| サンディエゴ・ロケッツ |       |       |      |                                                                                | |
| 1967-68                | 15    | 67    | .183 |                                                                                | |
| 1968-69                | 37    | 45    | .451 | ディビジョン準決勝敗退                                                         | ホークス 4, ロケッツ 2                                                                                    |
| 1969-70                | 27    | 55    | .329 |                                                                                | |
| 1970-71                | 40    | 42    | .488 |                                                                                | |
| ヒューストン・ロケッツ |       |       |      |                                                                                | |
| 1971-72                | 34    | 48    | .415 |                                                                                | |
| 1972-73                | 33    | 49    | .402 |                                                                                | |
| 1973-74                | 32    | 50    | .390 |                                                                                | |
| 1974-75                | 41    | 41    | .500 | 1回戦勝利 カンファレンス準決勝敗退                                             | ロケッツ 2, ニックス 1 シクサーズ 4, ロケッツ 1                                                           |
| 1975-76                | 40    | 42    | .488 |                                                                                | |
| 1976-77                | 49    | 33    | .598 | カンファレンス準決勝勝利 カンファレンス決勝敗退                                | ロケッツ 4, ワシントン 2 シクサーズ 4, ロケッツ 2                                                         |
| 1977-78                | 28    | 54    | .341 |                                                                                | |
| 1978-79                | 47    | 35    | .573 | 1回戦敗退                                                                      | ホークス 2, ロケッツ 0                                                                                    |
| 1979-80                | 41    | 41    | .500 | 1回戦勝利 カンファレンス準決勝敗退                                             | ロケッツ 2, スパーズ 1 セルティックス 4, ロケッツ 0                                                       |
| 1980-81                | 40    | 42    | .488 | 1回戦勝利 カンファレンス準決勝勝利 カンファレンス決勝勝利 NBAファイナル敗退    | ロケッツ 2, レイカーズ 1 ロケッツ 4, スパーズ 3 ロケッツ 4, カンザスシティ 1 セルティックス 4, ロケッツ 2 |
| 1981-82                | 46    | 36    | .561 | 1回戦敗退                                                                      | ソニックス 2, ロケッツ 1                                                                                  |
| 1982-83                | 14    | 68    | .171 |                                                                                | |
| 1983-84                | 29    | 53    | .354 |                                                                                | |
| 1984-85                | 48    | 34    | .585 | 1回戦敗退                                                                      | ジャズ 3, ロケッツ 2                                                                                      |
| 1985-86                | 51    | 31    | .622 | 1回戦勝利 カンファレンス準決勝勝利 カンファレンス決勝勝利 NBAファイナル敗退    | ロケッツ 3, キングス 0 ロケッツ 4, ナゲッツ 2 ロケッツ 4, レイカーズ 1 セルティックス 4, ロケッツ 2       |
| 1986-87                | 42    | 40    | .512 | 1回戦勝利 カンファレンス準決勝敗退                                             | ロケッツ 3, ブレイザーズ 1 ソニックス 4, ロケッツ 2                                                       |
| 1987-88                | 46    | 36    | .561 | 1回戦敗退                                                                      | マーベリックス 3, ロケッツ 1                                                                              |
| 1988-89                | 45    | 37    | .549 | 1回戦敗退                                                                      | ソニックス 3, ロケッツ 1                                                                                  |
| 1989-90                | 41    | 41    | .500 | 1回戦敗退                                                                      | レイカーズ 3, ロケッツ 0                                                                                  |
| 1990-91                | 52    | 30    | .634 | 1回戦敗退                                                                      | レイカーズ 3, ロケッツ 0                                                                                  |
| 1991-92                | 42    | 40    | .512 |                                                                                | |
| 1992-93                | 55    | 27    | .671 | 1回戦勝利 カンファレンス準決勝敗退                                             | ロケッツ 3, クリッパーズ 2 ソニックス 4, ロケッツ 3                                                       |
| 1993-94                | 58    | 24    | .707 | 1回戦勝利 カンファレンス準決勝勝利 NBAカンファレンス決勝勝利 NBAファイナル優勝 | ロケッツ 3, ブレイザーズ 1 ロケッツ 4, サンズ 3 ロケッツ 4, ジャズ 1 ロケッツ 4, ニックス 3               |
| 1994-95                | 47    | 35    | .573 | 1回戦勝利 カンファレンス準決勝勝利 NBAカンファレンス決勝勝利 NBAファイナル優勝 | ロケッツ 3, ジャズ 2 ロケッツ 4, サンズ 3 ロケッツ 4, スパーズ 2 ロケッツ 4, マジック 0                   |
| 1995-96                | 48    | 34    | .585 | 1回戦勝利 カンファレンス準決勝敗退                                             | ロケッツ 3, レイカーズ 1 ソニックス 4, ロケッツ 0                                                         |
| 1996-97                | 57    | 25    | .695 | 1回戦勝利 カンファレンス準決勝勝利 カンファレンス決勝敗退                      | ロケッツ 3, ウルブズ 0 ロケッツ 4, ソニックス 3 ジャズ 4, ロケッツ 2                                      |
| 1997-98                | 41    | 41    | .500 | 1回戦敗退                                                                      | ジャズ 3, ロケッツ 2                                                                                      |
| 1998-99                | 31    | 19    | .620 | 1回戦敗退                                                                      | レイカーズ 3, ロケッツ 1                                                                                  |
| 1999-2000              | 34    | 48    | .415 |                                                                                | |
| 2000-01                | 45    | 37    | .550 |                                                                                | |
| 2001-02                | 28    | 54    | .341 |                                                                                | |
| 2002-03                | 43    | 39    | .524 |                                                                                | |
| 2003-04                | 45    | 37    | .550 | 1回戦敗退                                                                      | レイカーズ 4, ロケッツ 1                                                                                  |
| 2004-05                | 51    | 31    | .622 | 1回戦敗退                                                                      | マーベリックス 4, ロケッツ 3                                                                              |
| 2005-06                | 34    | 48    | .415 |                                                                                | |
| 2006-07                | 52    | 30    | .634 | 1回戦敗退                                                                      | ジャズ 4, ロケッツ 3                                                                                      |
| 2007-08                | 55    | 27    | .671 | 1回戦敗退                                                                      | ジャズ 4, ロケッツ 2                                                                                      |
| 2008-09                | 53    | 29    | .646 | 1回戦勝利 カンファレンス準決勝敗退                                             | ロケッツ 4, ブレイザーズ 2 レイカーズ 4, ロケッツ 3                                                       |
| 2009-10                | 42    | 40    | .512 |                                                                                | |
| 2010-11                | 43    | 39    | .524 |                                                                                | |
| 2011-12                | 34    | 32    | .515 |                                                                                | |
| 2012-13                | 45    | 37    | .549 | 1回戦敗退                                                                      | サンダー 4, ロケッツ 2                                                                                    |
| 2013-14                | 54    | 28    | .658 | 1回戦敗退                                                                      | ブレイザーズ 4, ロケッツ 2                                                                                |
| 2014-15                | 56    | 26    | .683 | 1回戦勝利 カンファレンス準決勝勝利 カンファレンス決勝敗退                      | ロケッツ 4, マーベリックス 1 ロケッツ 4, クリッパーズ 3 ウォリアーズ 4, ロケッツ 1                        |
| 2015–16                | 41    | 41    | .500 | 1回戦敗退                                                                      | ウォリアーズ 4, ロケッツ 1                                                                                |
| 2016–17                | 55    | 27    | .671 | 1回戦勝利 カンファレンス準決勝敗退                                             | ロケッツ 4, サンダー 1 スパーズ 4 , ロケッツ 2                                                            |
| 2017–18                | 65    | 17    | .793 | 1回戦勝利 カンファレンス準決勝勝利 カンファレンス決勝敗退                      | ロケッツ 4, ティンバーウルブズ 1 ロケッツ 4, ジャズ 1 ウォリアーズ 4, ロケッツ 3                          |
| 2018–19                | 53    | 29    | .646 | 1回戦勝利 カンファレンス準決勝敗退                                             | ロケッツ 4, ジャズ 1 ウォリアーズ 4, ロケッツ 2                                                           |
| 2019–20                | 44    | 28    | .611 | 1回戦勝利 カンファレンス準決勝敗退                                             | ロケッツ 4, サンダー 3 レイカーズ 4, ロケッツ 1                                                           |
| 2020–21                | 17    | 55    | .236 |                                                                                | |
| 通算勝敗               | 2,286 | 2,074 | .524 |                                                                                | |
| プレイオフ             | 151   | 159   | .487 | 優勝2回                                                                        | |

## 主な選手

### 保有するドラフト交渉権
ロケッツは、NBA以外のリーグでプレーしている以下の未契約ドラフト指名選手の交渉権を保有している。ドラフトで指名された選手（海外出身の選手または大学選手で、ドラフトで指名したチームと契約していない選手）は、NBA以外のどのチームとでも契約することが認められており、この場合、そのチームは、その選手のNBA以外のチームとの契約が終了してから1年後まで、その選手のNBAでの交渉権を保持することになる。このリストには、他球団とのトレードで獲得した交渉権も含まれている。
| ドラフト年 | 巡目 | 指名順 | 選手           | Pos. | 国籍   | 現所属チーム                        | 注釈                         | 参照   |
| ---------- | ---- | ------ | -------------- | ---- | ------ | ----------------------------------- | ---------------------------- | ------ |
| 2017       | 2    | 60     | アルファ・カバ | F/C  | ギニア | マッカビ・テルアビブBC (イスラエル) | アトランタ・ホークスから獲得 | [ 18 ] |

### 年代別主要選手
太文字…バスケットボール殿堂入り選手 (C)…優勝時に在籍した選手 (M)…在籍時にMVPを獲得した選手 (50)…偉大な50人 (75)…偉大な75人
| 1960年代 (プレイオフ進出：1回) - ジョン・ブロック (John Block) ：1967-1971 - パット・ライリー (Pat Riley) : 1967-1970 - ドン・コージス (Don Kojis) ：1967-1970 - エルヴィン・ヘイズ (Elvin Hayes) ：1968-1972、1981-1984 (50)(75) 1970年代 (プレイオフ進出：3回) - カルヴィン・マーフィー (Calvin Murphy) ：1970-1983 - ルディ・トムヤノビッチ (Rudy Tomjanovich) ：1970-1981 ―1994年、1995年優勝時のヘッドコーチでもある。 - マイク・ニューリン (Mike Newlin) ：1971-1979 - ケビン・カナート (Kevin Kunnert) ：1974-1978 - ジョン・ルーカス (John Lucas) ：1976-1978、1989-1990 - モーゼス・マローン (Moses Malone) ：1976-1982 (M)(50)(75) - ロバート・リード (Robert Reid) ：1977-1988 - リック・バリー (Rick Barry) ：1978-1979 (50)(75) - アレン・リーヴェル (Allen Leavell) ：1979-1989 1980年代 (プレイオフ進出：8回 ファイナル進出：2回) - ラルフ・サンプソン (Ralph Sampson) ：1983-1988 - ロドニー・マクレイ (Rodney McCray) ：1983-1988 - アキーム・オラジュワン (Hakeem Olajuwon) ：1984-2001 (C)(M)(50)(75) - バック・ジョンソン (Buck Johnson) ：1986-1992 - スリーピー・フロイド (Sleepy Floyd) ：1987-1993 - オーティス・ソープ (Otis Thorpe) ：1988-1995 (C) 1990年代 (プレイオフ進出：9回 ファイナル進出：2回 優勝：2回) - マット・バラード (Matt Bullard) ：1990-1994、1996-2001 (C) - バーノン・マクスウェル (Vernon Maxwell) ：1990-1995 (C) - ケニー・スミス (Kenny Smith) ：1990-1996 (C) - ロバート・オーリー (Robert Horry) ：1992-1996 (C) - サム・キャセール (Sam Cassell) ：1993-1996 (C) - マリオ・エリー (Mario Elie) ：1994-1998 (C) - クライド・ドレクスラー (Clyde Drexler) ：1995-1998 (C)(50)(75) - サム・マック (Sam Mack) ：1995-1996、1998-1999 - チャールズ・バークレー (Charles Barkley) ：1996-2000 (50)(75) - マット・マローニー (Matt Maloney) ：1996-1999 - カッティノ・モーブリー (Cuttino Mobley) ：1998-2004 - スコッティ・ピッペン (Scottie Pippen) ：1998-1999 (50)(75) - スティーブ・フランシス (Steve Francis) ：1999-2004、2007-2009 | 2000年代 (プレイオフ進出：4回) - エディ・グリフィン (Eddie Griffin) ： 2001-2003 - グレン・ライス (Glen Rice) ： 2001-2003 - 姚明 (Yao Ming) ： 2002-2011 - トレイシー・マグレディ (Tracy McGrady) ： 2004-2010 - ディケンベ・ムトンボ (Dikembe Mutombo) ： 2004-2009 - チャック・ヘイズ (Chuck Hayes) : 2006-2011 - シェーン・バティエ (Shane Battier) ： 2006-2011 - アーロン・ブルックス (Aaron Brooks) : 2007-2011 - ルイス・スコラ (Luis Scola) ： 2007-2012 - カール・ランドリー (Carl Landry) ： 2007-2010 - ロン・アーテスト (Ron Artest) : 2008-2009 - ブレント・バリー (Brent Barry) : 2008-2009 - カイル・ラウリー (Kyle Lowry) : 2009-2012 - トレバー・アリーザ (Trevor Ariza) : 2009-2010, 2014-2018 2010年代 (プレーオフ進出 : 6回) - ケビン・マーティン (Kevin Martin) : 2010-2012 - ゴラン・ドラギッチ (Goran Dragić) : 2011-2012 - チャンドラー・パーソンズ (Chandler Persons) ： 2011-2014 - ジェームズ・ハーデン (James Harden) ： 2012-2021 (75) - ジェレミー・リン (Jeremy Lin) ： 2012-2014 - パトリック・ベバリー (Patrick Beverley) : 2012-2017 - テレンス・ジョーンズ (Terrence Jones) : 2012-2016 - ドナタス・モティエユーナス (Donatas Motiejūnas) : 2012-2016 - ドワイト・ハワード (Dwight Howard) ： 2013-2016 - ジェイソン・テリー (Jason Terry) : 2014-2016 - クリント・カペラ (Clint Capela) : 2014-2020, 2025- - ジョシュ・スミス (Josh Smith) : 2014-2015, 2016 - コーリー・ブリューワー (Corey Brewer) : 2014-2017 - ライアン・アンダーソン (Ryan Anderson) : 2016-2018 - エリック・ゴードン (Eric Gordon) : 2016-2023 - ネネイ (Nenê) : 2016-2020 - クリス・ポール (Chris Paul) : 2017-2019 (75) - P・J・タッカー (P. J. Tucker) : 2017-2021 - ラッセル・ウェストブルック (Russell Westbrook) : 2019-2020 (75) 2020年代 (プレーオフ進出 : 1回) - クリスチャン・ウッド (Christian Wood)：2020-2022 - ケビン・ポーター・ジュニア (Kevin Porter Jr.)：2020-2023 - ジェイショーン・テイト (Jae'Sean Tate)：2020- - ジェイレン・グリーン (Jalen Green)：2021-2025 - アルペラン・シェングン (Aiperen Sengun)：2021- - ジャバリ・スミス・ジュニア (Jabari Smith Jr.)：2022- - タリ・イーソン (Tari Eason)：2022- - アメン・トンプソン (Amen Thompson)：2023- - フレッド・ヴァンブリート (Fred VanVleet)：2023- - ディロン・ブルックス (Dillon Brooks)：2023-2025 - ケビン・デュラント (Kevin Durant)：2025- (75) |

## コーチ、その他

### 歴代ヘッドコーチ
- ジャック・マクマホン (Jack McMahon) (1967-68/1969-70)
- アラン・ハナム (Alex Hannum) (1969-70)
- テックス・ウィンター (Tex Winter) (1970-71/1972-73)
- ジョニー・イーガン (Johnny Egan) (1972-73/1975-76)
- トム・ニッソーク (Tom Nissalke) (1976-77/1978-79)
- デル・ハリス (Del Harris) (1979-80/1982-83)
- ビル・フィッチ (Bill Fitch) (1983-84/1987-88)
- ドン・チェイニー (Don Chaney) (1988-89/1991-92)
- ルディ・トムヤノビッチ (Rudy Tomjanovich) (1991-92/2003-04)
- ジェフ・ヴァン・ガンディ (Jeff Van Gundy) (2003-04/2006-07)
- リック・アデルマン (Rick Adelman) (2007-08/2010-2011)
- ケビン・マクヘイル (Kevin McHale) (2011-2015)
- J・B・ビッカースタッフ (J. B. Bickerstaff) (2015-2016)
- マイク・ダントーニ (Mike D'Antoni) (2016-2020)
- スティーブン・サイラス (Stephen Silas) (2020-2023)
- イーメイ・ウドカ (Ime Udoka) (2023- )

## 栄誉

### 永久欠番
| ヒューストン・ロケッツ永久欠番 | ヒューストン・ロケッツ永久欠番 | ヒューストン・ロケッツ永久欠番          | ヒューストン・ロケッツ永久欠番 | ヒューストン・ロケッツ永久欠番 |
| No.                            | 選手                           | ポジション                              | 在籍期間                       | 式典日                         |
| ------------------------------ | ------------------------------ | --------------------------------------- | ------------------------------ | ------------------------------ |
| 11                             | 姚明                           | C                                       | 2002–2011                      | 2017年2月3日                   |
| 22                             | クライド・ドレクスラー         | G                                       | 1995–1998                      | 2000年2月3日                   |
| 23                             | カルヴィン・マーフィー         | G                                       | 1970–1983                      | 1984年3月17日                  |
| 24                             | モーゼス・マローン             | C                                       | 1976–1982                      | 1998年4月19日                  |
| 34                             | アキーム・オラジュワン         | C                                       | 1984–2001                      | 2002年11月9日                  |
| 44                             | エルヴィン・ヘイズ             | F/C                                     | 1968–1972 1981–1984            | 2022年11月18日                 |
| 45                             | ルディ・トムヤノビッチ         | F                                       | 1970–1981                      | 1982年1月28日                  |
| CD1                            | キャロル・ドーソン             | アシスタントコーチ ゼネラルマネージャー | 1980–2007                      | 2007年4月16日                  |

- 1 イニシャルが永久欠番となっている[19]。
- 2022年8月11日に、NBAはビル・ラッセルの背番号「6」を全チームの永久欠番とした[20][21]。

### 殿堂入り
| ヒューストン・ロケッツ殿堂入り | ヒューストン・ロケッツ殿堂入り | ヒューストン・ロケッツ殿堂入り  | ヒューストン・ロケッツ殿堂入り | ヒューストン・ロケッツ殿堂入り |
| 選手                           | 選手                           | 選手                            | 選手                           | 選手                           |
| No.                            | 名前                           | ポジション                      | 在籍期間                       | 殿堂入り年                     |
| ------------------------------ | ------------------------------ | ------------------------------- | ------------------------------ | ------------------------------ |
| 2 4                            | リック・バリー                 | F                               | 1978–1980                      | 1987                           |
| 11 44                          | エルヴィン・ヘイズ             | C/F                             | 1968–1972 1981–1984            | 1990                           |
| 23                             | カルヴィン・マーフィー         | G                               | 1970–1983                      | 1993                           |
| 21 24                          | モーゼス・マローン             | C/F                             | 1976–1982                      | 2001                           |
| 22                             | クライド・ドレクスラー 1       | G/F                             | 1995–1998                      | 2004                           |
| 4                              | チャールズ・バークレー 1       | F                               | 1996–2000                      | 2006                           |
| 34                             | アキーム・オラジュワン         | C                               | 1984–2001                      | 2008                           |
| 33                             | スコッティ・ピッペン 1         | F                               | 1999                           | 2010                           |
| 50                             | ラルフ・サンプソン             | C/F                             | 1983–1987                      | 2012                           |
| 55                             | ディケンベ・ムトンボ           | C                               | 2004–2009                      | 2015                           |
| 11                             | 姚明                           | C                               | 2002–2011                      | 2016                           |
| 1 3                            | トレイシー・マグレディ         | G/F                             | 2004–2010                      | 2017                           |
| コーチ                         |                                |                                 |                                |                                |
| 名前                           | 名前                           | 役職                            | 在籍期間                       | 殿堂入り年                     |
| アレックス・ハナム             | アレックス・ハナム             | ヘッドコーチ                    | 1969–1971                      | 1998                           |
| テックス・ウィンター           | テックス・ウィンター           | ヘッドコーチ                    | 1971–1973                      | 2011                           |
| ビル・フィッチ                 | ビル・フィッチ                 | ヘッドコーチ                    | 1983–1988                      | 2019                           |
| 45                             | ルディ・トムヤノビッチ 2       | ヘッドコーチ                    | 1992–2003                      | 2020                           |
| 12                             | リック・アデルマン             | ヘッドコーチ                    | 2007–2011                      | 2021                           |
| 貢献者                         |                                |                                 |                                |                                |
| 名前                           | 名前                           | 役職                            | 在籍期間                       | 殿堂入り年                     |
| ピート・ニューウェル 3         | ピート・ニューウェル 3         | ゼネラルマネージャー            | 1968–1971                      | 1979                           |
| デル・ハリス                   | デル・ハリス                   | アシスタントコーチ ヘッドコーチ | 1976–1979 1979–1983            | 2022                           |

注釈
- 1 3人ともバルセロナ五輪代表チームのメンバーとして殿堂入りした。
- 2 1970〜1981年まで選手としてロケッツでプレーし、1983〜1992年までアシスタントコーチも務めた。
- 3 チームのGMとして、またローマ五輪代表チームのヘッドコーチとして2回の殿堂入りを果たした。

### FIBA殿堂入り
| ヒューストン・ロケッツFIBA殿堂入り | ヒューストン・ロケッツFIBA殿堂入り | ヒューストン・ロケッツFIBA殿堂入り | ヒューストン・ロケッツFIBA殿堂入り | ヒューストン・ロケッツFIBA殿堂入り |
| 選手                               | 選手                               | 選手                               | 選手                               | 選手                               |
| No.                                | 名前                               | ポジション                         | 在籍期間                           | 殿堂入り年                         |
| ---------------------------------- | ---------------------------------- | ---------------------------------- | ---------------------------------- | ---------------------------------- |
| 34                                 | アキーム・オラジュワン             | C                                  | 1984–2001                          | 2016                               |
| 11                                 | 姚明                               | C                                  | 2002–2011                          | 2023                               |

## チーム記録
ヒューストン・ロケッツのチーム記録

## 日本での公式戦
1992年11月に、シアトル・スーパーソニックスと共に来日し横浜アリーナで開幕2試合を行なった。オールスタープレイヤーのアキーム・オラジュワンは2試合連続でダブル・ダブルを達成したが、2連敗した。

## 脚註
1. ↑  “Rockets Reveal Three New Uniforms for 2019-20 NBA Season”. Rockets.com (Press release). NBA Media Ventures. 20 June 2019. 2019年6月21日閲覧.
2. ↑  “Houston Rockets Reproduction and Usage Guideline Sheet”.   NBA Properties, Inc.. 2019年7月16日閲覧。
3. ↑  “Houston Rockets Announce Partnership with Credit Karma Money Including Jersey Patch Sponsorship” (PDF). NBA.com (Press release). NBA Media Ventures, LLC. 28 July 2021. 2021年10月19日閲覧.{{cite press release}}:  CS1メンテナンス: url-status (カテゴリ)
4. ↑  “Rockets Promote Gretchen Sheirr to President of Business Operations”. NBA Media Ventures, LLC. (2021年5月19日) 2021年5月19日閲覧。
5. ↑  Zillgitt, Jeff (2013年7月9日). “NBA fines Rockets $150K for speaking about Dwight Howard”. USA Today 2013年7月9日閲覧。
6. ↑  The Blueprint
7. ↑  “SAS vs. HOU (2017/05/09)”.   NBA.com (2017年). 2017年5月12日閲覧。
8. ↑  “SAS vs. HOU (2017/05/11)”.   NBA.com (2017年). 2017年5月12日閲覧。
9. ↑  “Rockets Acquire Nine-Time All-Star Chris Paul”. NBA.com (2017年6月28日). 2017年6月29日閲覧。
10. ↑  “Houston Rockets' longest winning streaks”. NBA.com (2018年3月4日). 2018年3月9日閲覧。
11. ↑  “Raptors end Rockets win streak at 17 with impressive victory”. sportsnet.ca (2018年3月9日). 2018年3月9日閲覧。
12. ↑  Jonathan Feigen (2018年4月1日). “Rockets' 11-game win streak snapped by Spurs” (英語). chron.com. 2018年4月8日閲覧。
13. ↑  “Rockets beat Hawks 118-99 for 60th win” (英語). usatoday.com (2018年3月25日). 2018年4月8日閲覧。
14. ↑  “Kings beat short-handed Rockets 96-83 in season finale” (英語). ESPN.com.  ESPN (2018年4月11日). 2018年4月13日閲覧。
15. ↑  “Capela scores 26; Rockets eliminate Wolves with 122-104 win” (英語). ESPN.com (2018年4月25日). 2018年4月26日閲覧。
16. ↑  “Rockets Acquire Four Players in 2021 NBA Draft”. NBA.com (2021年7月30日). 2021年8月1日閲覧。
17. ↑  Coon, Larry. “NBA Salary Cap FAQ – 2011 Collective Bargaining Agreement”. 2014年4月13日閲覧。 “If the player is already under contract to, or signs a contract with a non-NBA team, the team retains the player's draft rights for one year after the player's obligation to the non-NBA team ends. Essentially, the clock stops as long as the player plays pro ball outside the NBA.”
18. ↑  “Rockets Acquire Dillon Brooks as Part of Five-Team Trade”. NBA.com (2023年7月8日). 2023年7月9日閲覧。
19. ↑  Pierce, Damien (2007年4月4日). “Tribute to Dawson”. NBA.com 2009年2月24日閲覧。
20. ↑  “Bill Russell's No. 6 jersey to be retired throughout NBA”. NBA.com (2022年8月11日). 2022年8月24日閲覧。
21. ↑  Golliver, Ben (2022年8月11日). “NBA permanently retires Bill Russell's No. 6”. Washington Post 2022年8月24日閲覧。
22. ↑  “Hall of Famers”. Naismith Memorial Basketball Hall of Fame.   CBS Interactive. 2015年2月14日閲覧。